# Albert Dailey
Albert Dailey (16. června 1939 – 26. června 1984) je americký jazzový klavírista. Narodil se v Baltimoru a zde také v padesátých letech hrál v domovské kapele divadla Royal Theatre. Později studoval na Morgan State University a Peabody Conservatory a v letech 1960 až 1963 doprovázel na turné zpěvačku a komičku Damitu Jo DeBlanc. V roce 1964 se usadil v New Yorku. Během své kariéry spolupracoval s mnoha hudebníky, mezi které patří například Art Blakey, Elvin Jones, Freddie Hubbard, Slide Hampton a Stan Getz. Zemřel na zápal plic ve věku 45 let.